# Dionychastrum schliebenii
Dionychastrum es un género monotípico de plantas fanerógamas pertenecientes a la familia Melastomataceae. Su única especie: Dionychastrum schliebenii A.Fern. & R.Fern., es originaria de África tropical.

## Descripción
Es un arbusto que alcanza  1 m de altura con ramas subcilíndricas. Forma matorrales perennifolios a una altitud de 2340-2640 metros.

## Taxonomía
El género fue descrito por A.Fern. & Rosette Mercedes Saraiva Batarda Fernandes y publicado en Boletim da Sociedade Broteriana ser. 2. 30: 169, en el año 1956.